# Back 2 School (quiz)
Back 2 School was een Nederlandse televisiequiz op RTL 4 waarin door Beau van Erven Dorens wordt vergeleken hoe groot het kennisverschil is tussen scholieren en volwassenen.
In 2007 zond RTL 4 een soortgelijke quiz uit: Jong Geleerd, gepresenteerd door Carlo Boszhard en Irene Moors. Deze quiz stopte vanwege tegenvallende kijkcijfers na 7 afleveringen.
In Back 2 School streden zeven kinderen uit de onderbouw van de middelbare school tegen zeven volwassenen. Het team met de meeste schoolkennis won. In de quiz kwamen alle vakken van de middelbare school voorbij. Van het vermenigvuldigen van breuken en het opsommen van alle Nederlandse provinciehoofdsteden tot spellen volgens Het Groene Boekje. De quiz bestond uit vier vragenrondes en een finale. Het winnende team won maximaal € 25.000.
De opnamen vonden in maart 2016 plaats in Hilversum.
De 8 afleveringen werden uitgezonden om 20:30u op 8 opeenvolgende maandagavonden in april en mei 2016.

## Afleveringen
| Aflevering | Datum                 |
| ---------- | --------------------- |
| 1          | maandag 4 april 2016  |
| 2          | maandag 11 april 2016 |
| 3          | maandag 18 april 2016 |
| 4          | maandag 25 april 2016 |
| 5          | maandag 2 mei 2016    |
| 6          | maandag 9 mei 2016    |
| 7          | maandag 16 mei 2016   |
| 8          | maandag 23 mei 2016   |